# Da Mystery of Chessboxin’
Da Mystery of Chessboxin’ – singiel amerykańskiego zespołu Wu-Tang Clan pochodzący z płyty Enter the Wu-Tang (36 Chambers), wydany w 1994 roku. Utwór wyprodukował RZA.

## Lista utworów
1. Da Mystery of Chessboxin’ (Radio edit) – 4:40
2. Da Mystery of Chessboxin’ (Album version) – 4:48
3. Da Mystery of Chessboxin’ (Acapella) – 3:55
4. Da Mystery of Chessboxin’ (Instrumental) – 4:39